# Деревково (Псковская область)
Деревково — деревня в северной части Порховского района Псковской области. Входит в состав сельского поселения «Дубровенская волость».

## География
Расположено в 25 км к северо-западу от города Порхов, в 12 км к западу от деревни Демянка и в 5 км к юго-западу от деревни Дубровно.

## Население
Численность населения на конец 2000 года составляла 56 жителей.